# 裴爾·卡羅伊
裴爾·卡羅伊（匈牙利語：Peyer Károly；1881年5月9日—1956年10月25日），是匈牙利社會民主黨領導人，事實上他幾乎成為了該黨和工會運動的所有領導機構的成員。對塑造匈牙利社會民主政治方向方面發揮了關鍵作用。
1. ↑  Bölöny József, Hubai László. Magyarország kormányai 1848–2004, 5. kiadás, Budapest: Akadémiai (2004). ISBN 963058106X